# Fontenay-le-Fleury
Fontenay-le-Fleury ist eine französische Gemeinde im Département Yvelines in der Region Île-de-France. Sie gehört zum Arrondissement Versailles und zum Kanton Saint-Cyr-l’École.

## Geografie
Die Gemeinde liegt sechs Kilometer westlich von Versailles an der Autoroute A12. Auf einer Fläche von 543 Hektar wohnen 13.640 Einwohner (Stand: 1. Januar 2022). Fontenay-le-Fleury wird umgeben von den Gemeinden Noisy-le-Roi im Norden, Bailly im Nordosten, Saint-Cyr-l’École im Osten und Südosten, Bois-d’Arcy im Süden und Südwesten, Villepreux im Westen und Rennemoulin im Nordwesten.
Zur Gemeinde gehört neben dem gleichnamigen Hauptort noch die kleine Ortschaft Gally.

## Bevölkerungsentwicklung
- 1962: 02.919
- 1968: 12.035
- 1975: 14.279
- 1982: 12.874
- 1990: 13.196
- 1999: 12.582
- 2006: 12.828
- 2011: 12.981

## Sehenswürdigkeiten

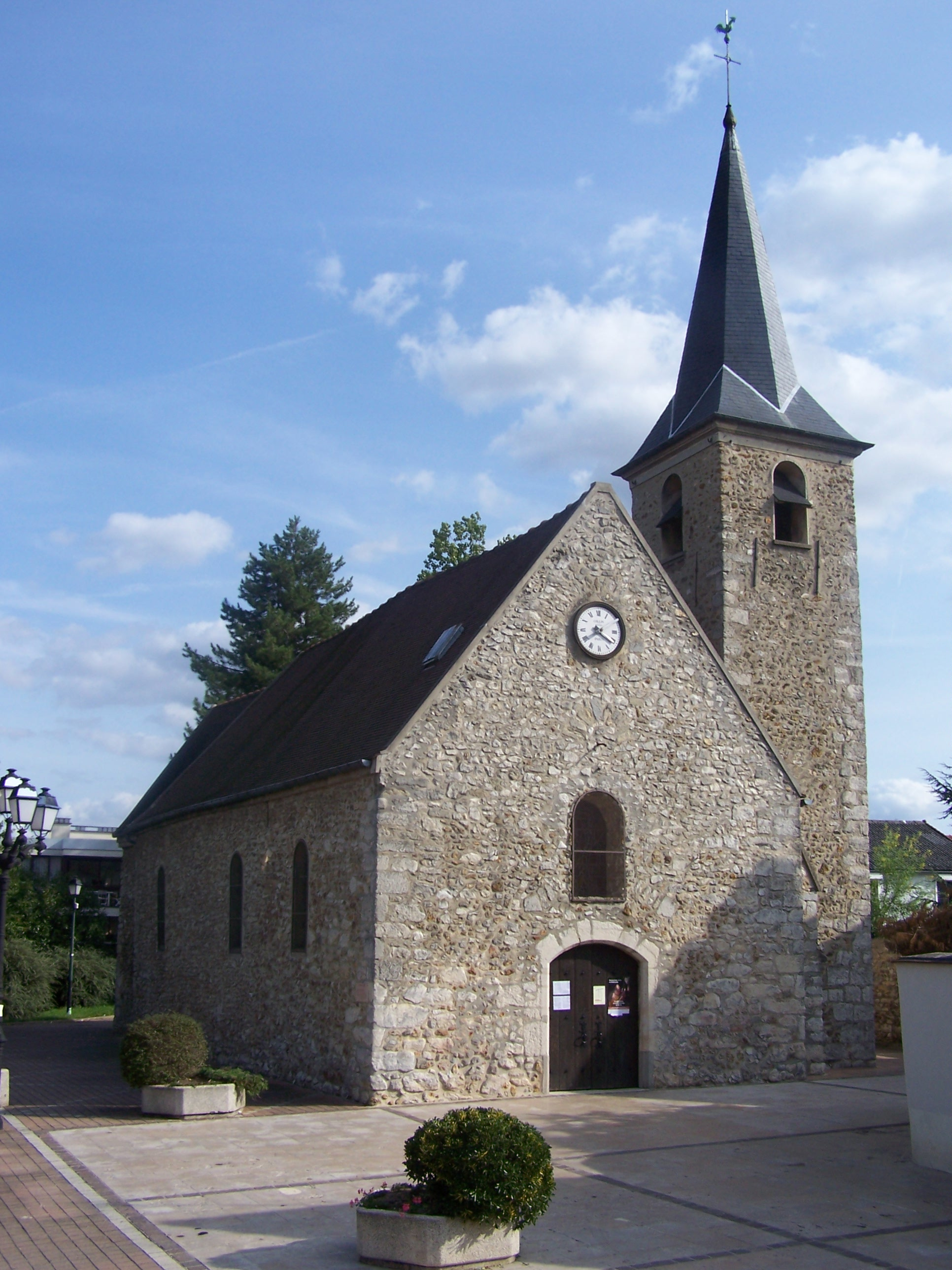
Kirche Saint-Germain

- Kirche Saint-Germain, im 11. Jahrhundert errichtet, rekonstruiert im 16. Jahrhundert (siehe auch: Liste der Monuments historiques in Fontenay-le-Fleury)
- Kapelle Saint-Jean
- Château de Ternay, 18. Jahrhundert
- Allée royale de Villepreux

## Städtepartnerschaften
- Daaden, Rheinland-Pfalz, Deutschland
- Crevillent, Provinz Alicante, Spanien (seit 2005)

## Persönlichkeiten
- Sacha Guitry (1885–1957), Dramaturg, Regisseur
- René Dorme (1894–1917), Jagdflieger im Ersten Weltkrieg
- Bernard Friot (* 1951), Schriftsteller
- Rémi Gomis (* 1984), senegalesischer Fußballspieler (Verteidiger, defensives Mittelfeld)
- Aurélien Collin (* 1986), Fußballspieler (Verteidiger)